# Caladenia triangularis
Caladenia triangularis är en orkidéart som beskrevs av Richard Sanders Rogers. Caladenia triangularis ingår i släktet Caladenia och familjen orkidéer. Inga underarter finns listade i Catalogue of Life.